# جورجي (مسلسل)
جورجي (باليابانية: レディジョージィ) بالعربية «ليدي جورجي أو السيدة جورجي» هو مسلسل أنمي ياباني يحكي قصة فتاة تعيش مع عائلة تملك مزرعة كبيرة في الريف في أستراليا، وكان من المفترض أن يكون اسم المسلسل هو «جورجي» فقط ولكن نظرا لوجود أسماء مشابهة لجورجي فقد تم إضافة كلمة ليدي ليصبح اسم المسلسل «ليدي جورجي»، ويعتبر هذا الأنمي من مسلسلات الرسوم المتحركة النادرة التي تحكي عن قصة رومنسية مميزة جدا فقد لاقى المسلسل نجاح وشعبية في الدول الأجنبية وخاصة دول أوروبا حيث دبلج بعدة لغات منها الفرنسية والألمانية والإيطالية والإسبانية والبرتغالية وغيرها لاسيما وأنه عرض بدون تحريف القصة على عكس الدبلجة العربية التي قامت بتحريف بعض الأمور في القصة لأنها اعتبرتها غير مناسبة للأطفال (رغم أن المسلسل ليس موجه للأطفال) ورغم هذا لاقى مشاهدة لا بأس بها.

## القصة
جورجي فتاة وجدها أب كان مع ولديه في الغابة في ليلة عاصفة وممطرة حيث كانت تهرب بها والدتها وسقطت عليها شجرة كبيرة بسبب الصاعقة وعلقت بها ثم سمع الأب بكاء طفلة التي هي جورجي فذهب ليتفقد الأمر بعد أن طلب من ولديه الصغيرين أن ينتظراه مكانهما فوجد إمراة ومعها الطفلة التي تبكي وحاول إنقاذ المراة التي كانت تحتضر ولم يستطع إبعاد الشجرة الكبيرة عنها فطلبت منه أن يهرب بالطفلة بعد أن أخبرته أن اسمها جورجي وطلبت أيضا أن يعطي جورجي السوار الذهبي الذي كانت ترتديه ويخبرها بسره عندما تكبر ليصبح هذا السوار هو الدليل الوحيد الذي يقود جورجي إلى عائلتها الحقيقية فقام الأب بأخذ الطفلة مع السوار وقرر أن ينفذ وصية أمها وأن يعتني بها ثم قرر مع زوجته أن يتبنوا الطفلة ويعاملوها كإبنتهم حتى لا يشك أحد بأمرهم رغم اختلافها الشديد عنهم من ناحية ملامحها وخصوصا لون شعرها الأشقر بخلاف عائلتها الذين هم جميعا باللون البني للشعر وهكذا أصبحت جورجي تعيش مع عائلة السيد بوتمان وفي أحد المرات يقوم الأب بأخذ أولاده في نزهة وتتعرض جورجي لحادث كاد يودي بحايتها إلا أن الأب يقوم بإنقاذها ويصاب إصابة تتسبب بموته فيما بعد لتكون جورجي السبب في موت السيد بوتمان وكره زوجته لها ثم يعرف الأخوان إيبل وآرثر أن جورجي ليست أختهم الحقيقية ليرفضوا اعتبارها كأخت كونها أختهم بالتبني لاسيما وأنهما أحباها بعمق قبل أن يعرفا حقيقتها وبعد أن عرفا تغيرت نظرتهما لها وبدأت مشاعرهم تميل إلى جورجي ليقعا في حبها إلا أنهما حاولا المقاومة لاسيما وأن جورجي تظن أنها أختهم الحقيقية لذا كان عليهما أن يخبراها بالحقيقة ثم يبوحون لها بمشاعرهم تجاهها لتكون المنافسة بين الأخوين فيمن ستذهب جورجي مع أحدهما لينضم شخص ثالث من عائلة نبيلة يدعى لويل تقابله جورجي بالصدفة وتقع في حبه وهنا تبدأ الأحداث بالتشابك في معرفة الشخص الذي ستكون جورجي من نصيبه.

## الشخصيات

### جورجي
بطلة القصة نشأت في بيت السيد بوتمان في أستراليا إلا أن تخبرها زوجته بأنها ليست ابنتهم الحقيقية فتترك العائلة وتذهب إلى إنجلترا لتلحق بلويل الذي أحبته

### الأم (ماري بوتمان)
زوجة السيد بوتمان الذي أتى بجورجي إلى بيتهم لتعيش معهم والتي شعرت بأنها ستسبب المشاكل للعائلة وبعد أن مات زوجها لينقذ حياة جورجي أصبحت تكرهها وبعد أن صارحها ابنها إيبل بأنه يحب جورجي ويرفض اعتبارها كأخت وبعد أن تكتشف أيضا أن جورجي تحب لويل تخبرها بالحقيقة إلا أنها بعد أن أخبرتها وهدأت أرادت لجورجي أن تبقى معهم لكن جورجي تتركهم لتموت الأم متأثرة بالأمر

### إيبل
الأخ الأكبر يقع في حب جورجي إلا أنه يحاول المقاومة فيبحث عن طريقة تجعله ينسى أمرها ليقرر أن يصبح بحارا ويبتعد عنها لمدة لكنه عندما يعود يكتشف أن جورجي تحب لويل ويجن جنونه ليستسلم ويقرر إخبارها بالحقيقة لكن أخاه آرثر يحاول منعه ليتحول الأمر إلى شجار بينهما ثم يخبر والدته بأنه يريد الزواج من جورجي فتصدم الأم وتخبره بأن والدها الحقيقي هو سجين هارب ويلحق بها إلى إنجلترا كونه لا يزال يحبها حتى بعد أن تركتهم

### آرثر
الأخ الأصغر هو أيضا يقع في حب جورجي ويحاول المقاومة وهو من كان يمنع كلا من والدته وأخاه إيبل بمحاولة إخبار جورجي بحقيقتها ليستمروا بالعيش معا أكثر لكن بعد أن تعلم جورجي بالحقيقة وتتركهم ويلحق بها إيبل يبقى هو مع والدته لكي لا تبقى وحيدة إلى أن ماتت ليقرر هو أيضا اللحاق بجورجي

### لويل
هو الشاب النبيل الذي أحبته جورجي وأحبها لكنه كان بين قيود عائلة خطيبته التي خطبها قبل أن يعرف جورجي إلا أنه يتخلى عن خطيبته ليذهب مع جورجي لكنه كان مريضا وحاولت جورجي أن تؤمن له العلاج لكنها لم تستطع لتقوم بإعادته إلى خطيبته كونها من عائلة ثرية يمكن أن تؤمن له العلاج لتنقذ حياته

### الدوق دانغ رينغ
هو رجل ذو نفوذ وشرير جدا تسبب بدخول والد جورجي إلى السجن ظلما بعد أن إتهمه بمحاولة اغتيال الملكة نقطة ضعفه الوحيدة هي ابنته ماريا حيث أنه يلبي لها كل رغباتها مهما كانت

### أروين دانغ رينغ
هو ابن الدوق الشرير وهو الذي سجن آرثر وكان يعذبه ويحاول أن يدفعه للجنون وقد قتل على يد إيبل في المانجا

## نهاية القصة
للقصة نهايتان مختلفتان في الأنمي ومانغا ففي الأنمي تكون النهاية سعيدة وهي بعد أن تُعيد جورجي لويل لإيليزا ليقوم بالعملية ويسافران لإيطاليا ومن ثم تلتقي بوالدها الحقيقي ثم تساعد إيبل في إنقاذ آرثر الذي كان سجينا عند ابن الدوق دانغ رينغ وينجحون في إنقاذه ثم تعود مع إيبل وآرثر إلى أستراليا ولكن النهاية في المانغا حزينة فبعد أن تتخلى جورجي عن لويل تقع في حب إيبل وهو ما كانت ترفضه من قبل وتتزوج منه وتنجب طفلا أما آرثر فيبقى سجينا عند ابن الدوق وأن حالته تزداد سوءا وحين يعلم إيبل بالأمر يترك جورجي ويذهب إلى آرثر ليبدل نفسه بمكانه فيدخل إيبل السجن ويتسبب بقتل ابن الدوق ليحكم عليه بالإعدام أما آرثر فتقبض عليه العصابة ويرمونه بالنهر ولكن لم يجد أحد جثته وفي الأخير تعود جورجي إلى أستراليا مع ابنها (إيبل الصغير) فتجد آرثر هناك بخير وهكذا يبقى آرثر وجورجي الوحيدين اللذان تبقيا من عائلة السيد بوتمان في أستراليا.

## التحريف في الدبلجة العربية
تعتبر النسخة العربية هي النسخة الوحيدة المحرفة من بين كل الدبلجات بسبب عدم التمييز في الأعمار والتنبيه على أن بعض مسلسلات الأنمي للكبار وليست مناسبة للأطفال فالدبلجة العربية وهي بالتحديد دبلجة قامت بها (مؤسسة الإنتاج البرامجي المشترك لدول الخليج العربية) جعلت إيبل وآرثر يحبون جورجي كأخت لهم لا أكثر من هذا وجعلت جورجي تحب لويل كأخ لها فقط إلا أن المشاهد المحذوفة في النسخة العربية جعلت الأمر واضح بأن هناك تحريف في الدبلجة بما في ذلك الحوار بين الشخصيات.

## وصلات خارجية
- جورجي على موقع ANN manga (الإنجليزية)